# Chiesa della Visitazione (Cipressa)
La chiesa della Visitazione di Maria Santissima è un luogo di culto cattolico situato nel comune di Cipressa, in piazza Martini, in provincia di Imperia. La chiesa è sede della parrocchia omonima del vicariato di Levante e Valle Argentina della diocesi di Ventimiglia-San Remo.

## Storia e descrizione

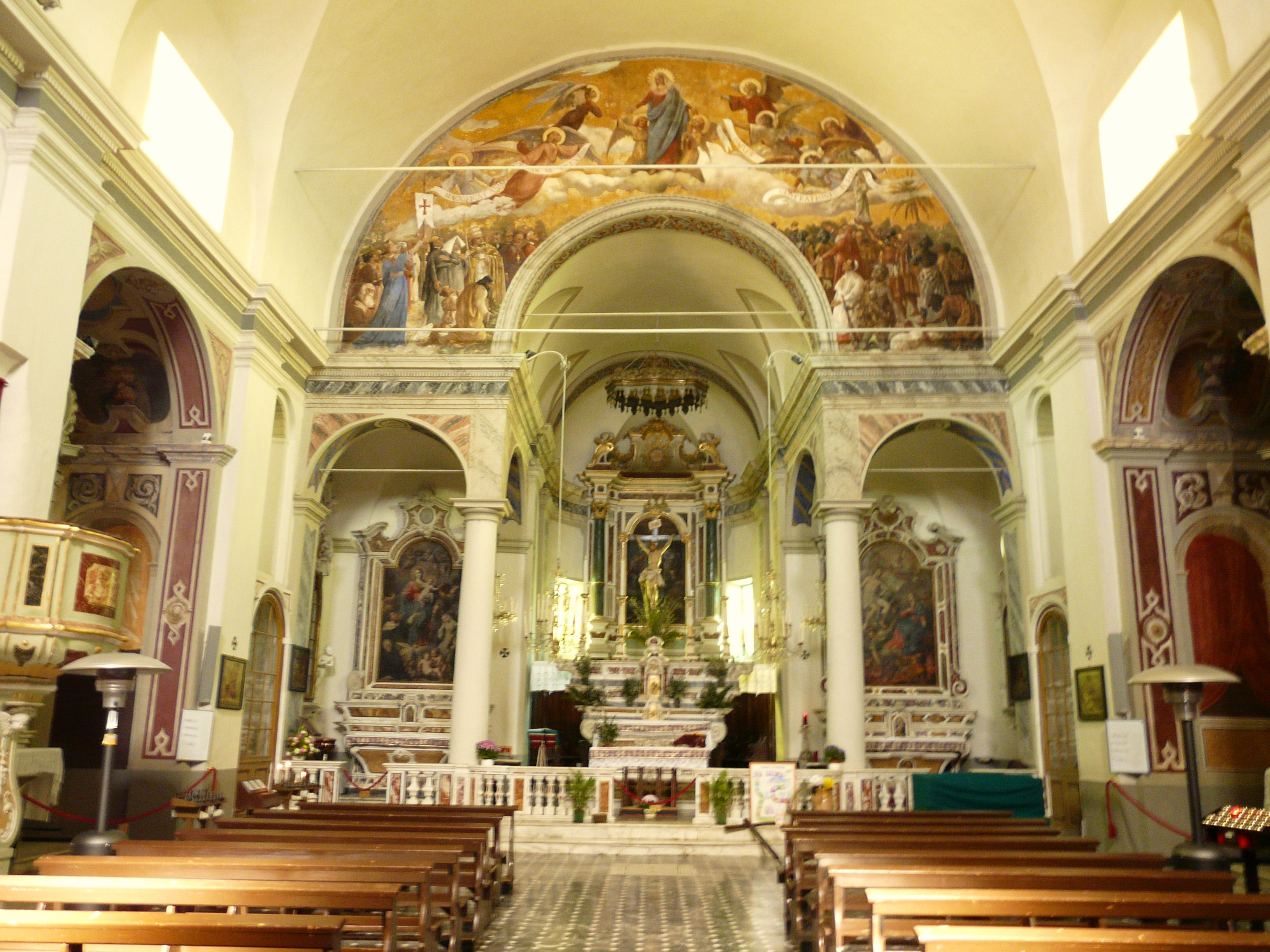
L'interno

La parrocchiale fu costruita nel XVII secolo in stile barocco ad unica navata.
Al suo interno, oltre ai vari abbellimenti con stucchi e lesene, sono conservate diverse opere d'arte tra le quali un crocifisso in legno.
Secondo una leggenda locale la scultura fu portata dalle onde sulla spiaggia e qui vi ritornò - due volte da solo - finché gli abitanti non lo portarono in processione all'interno della chiesa. L'opera potrebbe essere stata eseguita da Jan van Eyck.
È conservata inoltre una statua lignea, raffigurante la Visitazione, della scuola di Anton Maria Maragliano.